# Suho Polje (miasto Doboj)
Suho Polje (cyr. Сухо Поље) – wieś w Bośni i Hercegowinie, w Republice Serbskiej, w mieście Doboj. W 2013 roku liczyła 707 mieszkańców.